# 아내만이 울어야 하나
아내만이 울어야 하나는 한국에서 제작된 조정호 감독의 1959년 영화이다. 박암 등이 주연으로 출연하였고 방의석 등이 제작에 참여하였다.

## 출연

### 주연
- 박암
- 김신재
- 김의향

## 제작진
- 원작자: 박영선
- 조명: 고해진
- 녹음: 이경순
- 미술: 백남준